# Meng Haoran

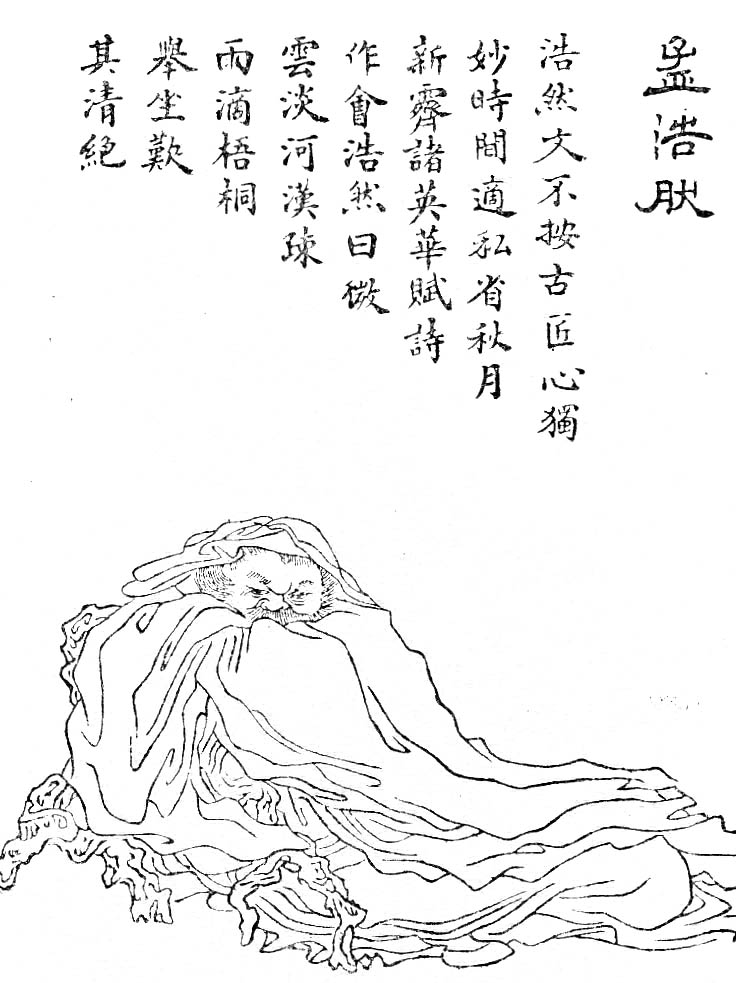
Meng Haoran

Meng Haoran (Chinees: 孟浩然, Pinyin: Mèng Hàorán) (* 689 of 691; † 740) was een Chinese dichter van de Tang-dynastie, die vaak, tegelijk met de dichter Wang Wei waarmee hij bevriend was, genoemd wordt.

## Leven
Meng Haoran werd in een landeigenarenfamilie in Xiangyang in de Provincie Hubei geboren en bracht gedurende zijn leven veel tijd door op de familiebezittingen, waarmee hij zeer was verbonden. Veel van zijn gedichten handelen over de landschappen, legenden en geschiedenis van dit gebied.
Mengs politieke loopbaan was niet succesvol. Hij slaagde pas voor het Jinshi examen toen hij 39 jaar was en kreeg zijn enige ambtenarenpost drie jaar voor zijn dood, gaf die overigens na een jaar al weer op. 

## Werk
Meng geldt als een der eerste echte vertegenwoordigers van de stijl van de bloeitijd van de Tang. Naast gedichten in de oude stijl (Gushi (poëzievorm)) schreef hij ook in de nieuwe stijl (Jintishi (poëzievorm)). De gedichten van Meng Haoran waren onder de ambtenaren van de hoofdstad geliefd en 15 van zijn in totaal 218 gedichten werden in de bloemlezing "Driehonderd Tanggedichten" opgenomen. Buiten deze gedichten zijn nog enige versnipperde strofen overgebleven.
Een van zijn bekendste gedichten is het vier regels van vijf lettergrepen tellende gedicht "Voorjaarsochtendgloren" (春曉, Chūnxiǎo).
Origineel met Pinyin-beschrijving en woordelijke vertaling:
春眠不覺曉， Chūn mián bù jué xiǎo, (Lente – slapen – niet – bemerken – ochtendgloren)

處處聞啼鳥。 Chùchù wén tí niǎo. (Overal – horen – roepen – vogels)

夜來風雨聲， Yè lái fēngyǔshēng, (Nacht – komen – wind-regen-klank)

花落知多少。 Huā luò zhī duōshǎo. (Bloembladeren – vallen – weten – hoeveel?)

Literaire vertaling:

Voorjaarsochtendgloren

    

In de lente sliep ik nog aan het begin van de dag,

De vogels waren al aan het zingen

In de nacht ruisten regen en wind

Zijn veel bloembladeren afgevallen? 
Op het huidige vasteland van China is dit gedicht waarschijnlijk een van de bekendste van de Tang-dynastie. Het is verschenen in het veel gebruikte 1e graads tekstboek over de Chinese taal. Het dient als een eerste kennismaking met literair Chinees voor miljoenen studenten en is al sinds de jaren tachtig in gebruik.
- Bibsys: 4066222
- Bibliothèque nationale de France: cb12625022d (data)
- CiNii: DA03959000
- Gemeinsame Normdatei: 118966235
- International Standard Name Identifier: 0000 0000 8126 6142
- Library of Congress Control Number: n81011142
- Nationale Bibliotheek van Letland: 000221258
- MusicBrainz: d135b3df-9284-4106-a08d-3a0078f40cb4
- Bibliotheek van het Japanse parlement: 00509079
- Nationale Bibliotheek van Tsjechië: jn20000701208
- Nationale bibliotheek van Australië: 36603348
- Nationale Bibliotheek van Israël: 987007449076205171
- Nederlandse Thesaurus van Auteursnamen: 140762876
- SNAC: w67w6qx1
- Système universitaire de documentation: 080278671
- Trove: 1320386
- Virtual International Authority File: 47561481
- WorldCat: E39PBJmTqYkqwgKb6xGjvPR3Qq